# Großsteingräber bei Zölkow
Die Großsteingräber bei Zölkow waren mindestens drei megalithische Grabanlagen der jungsteinzeitlichen Trichterbecherkultur bei Zölkow im Landkreis Ludwigslust-Parchim (Mecklenburg-Vorpommern). Sie wurden im 19. Jahrhundert zerstört. 1806 führte Friedrich Wilhelm Zinck an den drei Anlagen Grabungen durch. Ihr genauer Standort ist nicht überliefert. Auch über Ausrichtung, Maße und Grabtyp liegen keine näheren Informationen vor. Bei der Ausgrabung wurden lediglich einige Keramikscherben gefunden.